# Équation du centre
En astronomie, l’équation du centre traduit, dans le cadre du mouvement elliptique, la différence entre l'anomalie vraie {\displaystyle \nu },  et l'anomalie moyenne M.
Dans le cas du mouvement képlérien (deux astres tournant seuls, l'un autour de l'autre) cette différence est périodique, de période T égale à la période de révolution du corps orbitant autour de l'astre central. L'équation du centre s'obtient à partir de deux équations qui mettent en jeu un autre argument qui est l'anomalie excentrique E :
{\displaystyle E-e\cdot \sin {(E)}=M} (équation de Kepler)
{\displaystyle \tan {\frac {\nu }{2}}={\sqrt {\frac {1+e}{1-e}}}\cdot \tan {\frac {E}{2}}}
L'équation du centre vaut {\displaystyle C=\nu -M} avec {\displaystyle M={\frac {2\cdot \pi }{T}}(t-t_{0})}
t et t0 sont respectivement le temps et l'instant du passage au périastre.
Pour calculer l'équation du centre pour une date donnée, il est nécessaire de résoudre l'équation de Kepler.
Lorsque l'excentricité e de l'orbite est faible, on peut approcher l'équation du centre par un développement limité, et ainsi éviter la résolution de l'équation de Kepler.
On trouve en retenant les termes jusqu'à {\displaystyle e^{6}}:
{\displaystyle C=v-M=\left(2e-{\frac {1}{4}}e^{3}+{\frac {5}{96}}e^{5}\right)\cdot \sin(M)+\left({\frac {5}{4}}e^{2}-{\frac {11}{24}}e^{4}+{\frac {17}{192}}e^{6}\right)\cdot \sin(2M)+\left({\frac {13}{12}}e^{3}-{\frac {43}{64}}e^{5}\right)\cdot \sin(3M)+}
{\displaystyle +\left({\frac {103}{96}}e^{4}-{\frac {451}{480}}e^{6}\right)\cdot \sin(4M)+{\frac {1097}{960}}e^{5}\cdot \sin(5M)+{\frac {1223}{960}}e^{6}\cdot \sin(6M)...}
Cette série converge pour e<0.6627..., il n'est donc qu'applicables qu'aux planètes et astéroïdes de faible excentricité.
Le terme général de la série de Fourier
{\displaystyle C=v-M=\sum _{n=1}^{\infty }b_{n}\sin {nM}}
peut être exprimé par les fonctions de Bessel de premier espèce.
{\displaystyle b_{n}={\frac {2}{n}}\left(J_{n}(ne)+\sum _{m=1}^{\infty }q^{m}[J_{n-m}(ne)+J_{n+m}(ne)]\right)}
avec {\displaystyle q={\frac {e}{1+{\sqrt {1-e^{2}}}}}}
ou bien l'expression de Greatheed
{\displaystyle b_{n}=2\left(q^{n}\exp \left({\frac {ne(q^{-1}-q)}{2}}\right)+q^{-n}\exp \left({\frac {ne(q-q^{-1})}{2}}\right)\right)}
où l'expression doit être développée suivant les puissances de q, les puissances négatives de q doivent supprimées, et les termes en q0 divisés par 2.